# Revolta polonesa del 1830
La Revolta polonesa del 1830, també coneguda com a Revolució dels cadets o Revolta de novembre, va ser una rebel·lió armada contra el domini rus a Polònia. S'inclou dins el cicle revolucionari europeu, iniciat en les tres jornades de juliol a França, que es coneix com a revolució de 1830.
La revolució polonesa va començar el 29 de novembre de 1830 a Varsòvia, protagonitzada per un grup de joves conspiradors de l'escola d'oficials de l'exèrcit que aviat van ser recolzats per bona part de la societat polonesa. Tot i aconseguir algunes victòries locals (batalla de Stoczek, 14 de febrer de 1831, batalla d'Olszynkę Grochowską, 25 de febrer), l'aixecament, convertit en una veritable guerra russpolonesa, va ser finalment esclafat per l'exèrcit rus, numèricament superior, a les ordres d'Ivan Paskévitx. El 5 octubre 1831 uns 20.000 polonesos creuaven la frontera prussiana per no ser capturats, i començaven així una gran emigració que els va portar en petits grups cap a França. Pel camí, en creuar pels diferents territoris alemanys, van ser rebuts amb mostres de simpatia.